# Aukusti Bernhard Mäkelä
Aukusti Bernhard Mäkelä, A.B. Mäkelä, född 12 juli 1862 i Gustavs, död 28 februari 1932 i Malcolm Island, British Columbia, var en finländsk journalist. 
Mäkelä tillhörde kretsen kring Minna Canth i Kuopio, där han 1889–1890 redigerade en ungfinsk tidskrift. Han verkade därefter vid tidningar i Viborg och Villmanstrand, anställdes 1898 vid det socialdemokratiska huvudorganet Työmies i Helsingfors och var dess chefredaktör 1899–1901. Där väckte Mäkelä, som tidigt hade tillägnat sig en biologiskt färgad socialism, uppmärksamhet genom sina kåserier. 
Mäkelä begav sig 1901 till Amerika för att bistå sin vän Matti Kurikka vid upprättandet av den utopistiska kolonin Sointula i British Columbia, där han stannade en tid efter kolonins upplösning och dit han återvände 1910 efter några år i Finland. I USA anslöt han sig efter ryska revolutionen till kommunismen och redigerade ett antal amerikafinska kommunisttidningar. Under pseudonymen Kaapro Jääskeläinen utgav Mäkelä bland annat minnen från Sointula, Muistoja Malkosaarelta (1907).